# Sent Cibran (Indre)
Saint-Civran és un municipi francès, situat al departament de l'Indre i a la regió de Centre – Vall del Loira. L'any 2007 tenia 177 habitants.

## Demografia

### Població
El 2007 la població de fet de Saint-Civran era de 177 persones. Hi havia 84 famílies, de les quals 28 eren unipersonals (16 homes vivint sols i 12 dones vivint soles), 28 parelles sense fills, 16 parelles amb fills i 12 famílies monoparentals amb fills.
La població ha evolucionat segons el següent gràfic:
Habitants censats

### Habitatges
El 2007 hi havia 128 habitatges, 83 eren l'habitatge principal de la família, 34 eren segones residències i 10 estaven desocupats. Tots els 128 habitatges eren cases. Dels 83 habitatges principals, 73 estaven ocupats pels seus propietaris i 10 estaven llogats i ocupats pels llogaters; 8 tenien dues cambres, 14 en tenien tres, 23 en tenien quatre i 38 en tenien cinc o més. 57 habitatges disposaven pel capbaix d'una plaça de pàrquing. A 42 habitatges hi havia un automòbil i a 35 n'hi havia dos o més.

### Piràmide de població
La piràmide de població per edats i sexe el 2009 era:
| Homes | Edats   | Dones |
| ----- | ------- | ----- |
| 0     | 95 o +  | 0     |
| 4     | 90 a 94 | 0     |
| 0     | 85 a 89 | 0     |
| 0     | 80 a 84 | 0     |
| 0     | 75 a 79 | 4     |
| 12    | 70 a 74 | 12    |
| 12    | 65 a 69 | 12    |
| 4     | 60 a 64 | 0     |
| 12    | 55 a 59 | 12    |
| 0     | 50 a 54 | 8     |
| 0     | 45 a 49 | 0     |
| 8     | 40 a 44 | 4     |
| 4     | 35 a 39 | 4     |
| 4     | 30 a 34 | 0     |
| 0     | 25 a 29 | 0     |
| 12    | 20 a 24 | 8     |
| 0     | 15 a 19 | 8     |
| 0     | 10 a 14 | 4     |
| 0     | 5 a 9   | 4     |
| 4     | 0 a 4   | 0     |

## Economia
El 2007 la població en edat de treballar era de 97 persones, 68 eren actives i 29 eren inactives. De les 68 persones actives 63 estaven ocupades (36 homes i 27 dones) i 5 estaven aturades (2 homes i 3 dones). De les 29 persones inactives 19 estaven jubilades, 5 estaven estudiant i 5 estaven classificades com a «altres inactius».

### Ingressos
El 2009 a Saint-Civran hi havia 80 unitats fiscals que integraven 175 persones, la mediana anual d'ingressos fiscals per persona era de 15.736 €.

### Activitats econòmiques
Dels 9 establiments que hi havia el 2007, 1 era d'una empresa extractiva, 1 d'una empresa de fabricació d'altres productes industrials, 2 d'empreses de construcció, 1 d'una empresa de comerç i reparació d'automòbils, 2 d'empreses d'informació i comunicació, 1 d'una empresa de serveis i 1 d'una entitat de l'administració pública.
Dels 2 establiments de servei als particulars que hi havia el 2009, 1 era una fusteria i 1 lampisteria.
L'any 2000 a Saint-Civran hi havia 12 explotacions agrícoles que ocupaven un total de 602 hectàrees.

## Poblacions més properes
El següent diagrama mostra les poblacions més properes.